# Museum van Wallingford

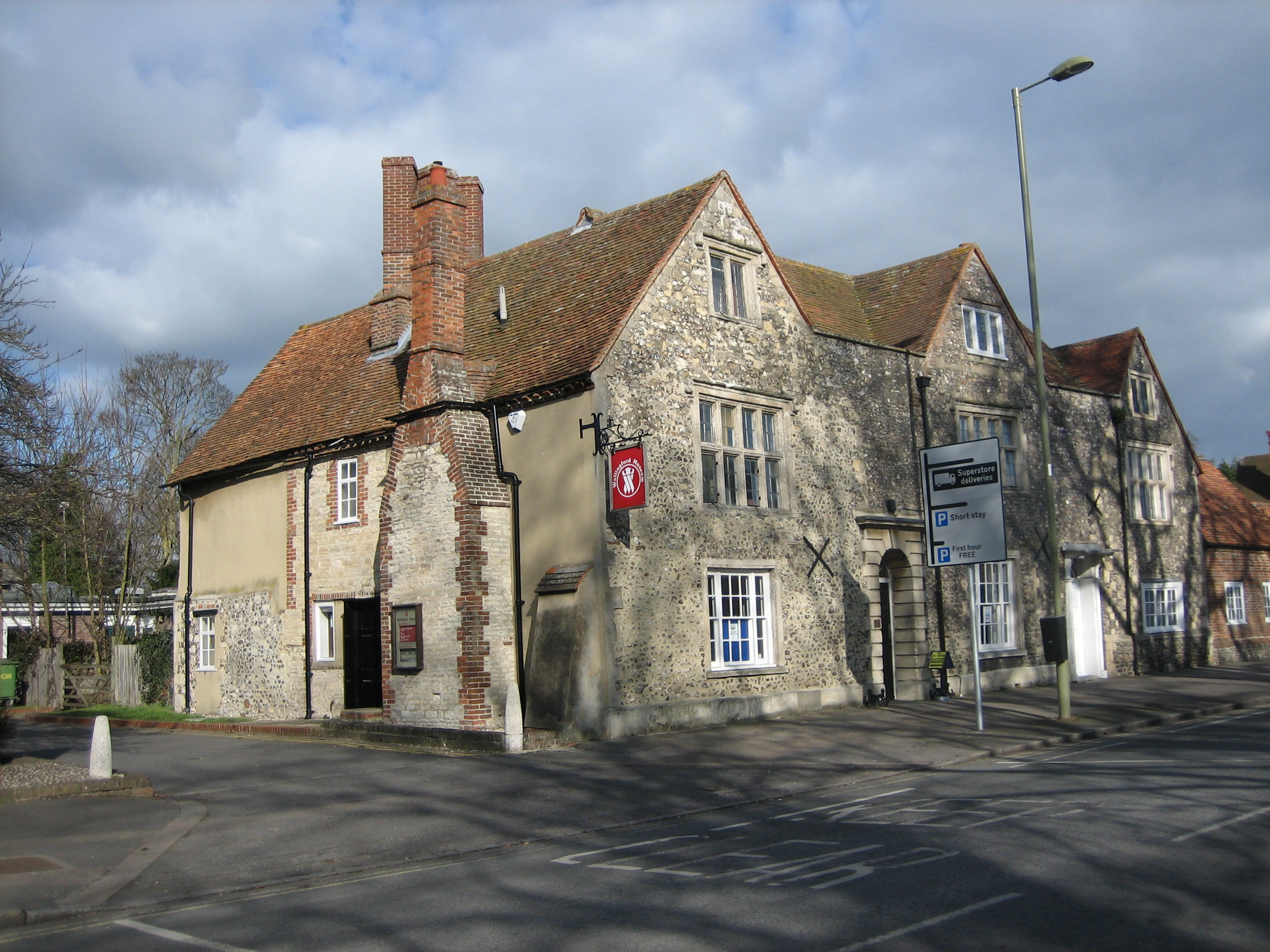
Museum van Wallingford

Het Museum van Wallingford is een Brits museum met collecties van lokaal belang. Het museum is gehuisvest in een  middeleeuwse stadswoning in het stadje Wallingford in het Engelse graafschap Oxfordshire (voorheen Berkshire).
Het kleine museum heeft een uitgebreide collectie met betrekking tot de geschiedenis van Wallingford, met onder andere de nadruk op archeologie, het kasteel van Wallingford en de stad in de middeleeuwen en het victoriaanse tijdperk. Een gratis audiotour is beschikbaar.
Het museum heeft een gevel van vuursteen (de buitenkant dateert van de 17e eeuw en het houten interieur is waarschijnlijk eind-15e-eeuws) en kijkt uit op de Kinecroft, een open graslandgebied dat aan twee zijden wordt begrensd door Angelsaksische burh-verdedigingswerken aangelegd in de 9de eeuw.
Het museum is gevestigd in Flint House, 52 High Street, Wallingford, OX10 0DB. Het museum wordt volledig draaiende gehouden door vrijwilligers. Het is een onafhankelijke liefdadigheidsinstelling die geregistreerd is in Engeland en Wales.